# Apolygus limbatus
De Rooddijschaduwwants (Apolygus limbatus) is een wants uit de familie van de blindwantsen (Miridae). De soort werd het eerst wetenschappelijk beschreven door Carl Fredrik Fallén in 1807.

## Uiterlijk
De ovaal gevormde blindwants is macropteer en kan 5 tot 5,5 mm lang worden. Het lichaam is glanzend lichtgroen van kleur met soms een donker middengedeelte en is bedekt met lichte haartjes. De antennes zijn grotendeels groen van kleur met uitzondering van een gedeeltelijk zwart tweede segment en donkerdere derde en vierde segmenten. Het borststuk (pronotum) en de kop zijn meestal groen van kleur, soms donkerder. Het scutellum is bij de mannetjes donker en bij de vrouwtjes gedeeltelijk donker. De pootjes zijn groen met uitzondering van de duidelijk rood gekleurde achterdijen (vandaar de Nederlandse naam).

## Leefwijze
Er is een enkele generatie per jaar. De eitjes worden op wilg gelegd en komen na de winter uit. De volgroeide wantsen kunnen van juni tot augustus waargenomen worden.

## Leefgebied
De soort is in Nederland zeldzaam, en komt niet voor in Flevoland en langs de kust en wadden. Het verspreidingsgebied is Palearctisch van Azië tot Europa en kan daar gevonden worden in vochtige gebieden op wilgen en populieren.